# Andrena monilia
Andrena monilia är en biart som beskrevs av Warncke 1967. Andrena monilia ingår i släktet sandbin, och familjen grävbin. Inga underarter finns listade i Catalogue of Life.